# Simpsonovi (20. řada)
Dvacátá řada amerického animovaného seriálu Simpsonovi je pokračování devatenácté řady tohoto seriálu. Byla vysílána na americké televizní stanici Fox 28. září 2008 do 17. května 2009. V Česku pak tato řada měla premiéru 6. září 2009 na ČT2. Jde o poslední řadu premiérově vysílanou na České televizi, od následující řady převzala vysílání Prima Cool. Řada má celkem 21 dílů.

## Zajímavosti
- 10. dílem s názvem Jak to vlastně bylo aneb Zfalšované volby začala nová éra ve vysílání seriálu, kdy se začal vysílat ve HD rozlišení a širokoúhlém poměru stran 16 : 9.
- Je to vůbec první řada Simpsonových, která byla vydána na Blu-ray disku.
- V dílu Táta to ví nejhůř na konci dílu je možné vidět a slyšet, jak lidé zpívají konečnou znělku.

## Seznam dílů
| Č. v seriálu | Č. v řadě | Původní název                       | Český název                                                                       | Režie             | Scénář                             | Premiéra v USA                               | Premiéra v ČR      | Produkční kód |
| ------------ | --------- | ----------------------------------- | --------------------------------------------------------------------------------- | ----------------- | ---------------------------------- | -------------------------------------------- | ------------------ | ------------- |
| 421          | 1         | Sex, Pies and Idiot Scrapes         | Sexy koláčky a hlupák v nesnázích                                                 | Lance Kramer      | Kevin Curran                       | 28. září 2008                                | 6. září 2009       | KABF17        |
| 422          | 2         | Lost Verizon                        | Ztraceni s GPS                                                                    | Raymond S. Persi  | John Frink                         | 5. října 2008                                | 13. září 2009      | KABF15        |
| 423          | 3         | Double, Double, Boy in Trouble      | Výměna bez záruky                                                                 | Nancy Kruseová    | Bill Odenkirk                      | 19. října 2008                               | 20. září 2009      | KABF14        |
| 424          | 4         | Treehouse of Horror XIX             | Speciální čarodějnický díl (ČT, Prima) Speciální čarodějnický díl XVIII (Disney+) | Bob Anderson      | Matt Warburton                     | 2. listopadu 2008                            | 4. října 2009      | KABF16        |
| 425          | 5         | Dangerous Curves                    | Nebezpečné zatáčky                                                                | Matthew Faughnan  | Billy Kimball a Ian Maxtone-Graham | 9. listopadu 2008                            | 11. října 2009     | KABF18        |
| 426          | 6         | Homer and Lisa Exchange Cross Words | Homer a Líza ve při (ČT, Prima) Homer a Lisa ve při (Disney+)                     | Nancy Kruseová    | Tim Long                           | 16. listopadu 2008                           | 18. října 2009     | KABF19        |
| 427          | 7         | MyPods and Boomsticks               | MyPody a sousedi                                                                  | Steven Dean Moore | Marc Wilmore                       | 30. listopadu 2008                           | 25. října 2009     | KABF20        |
| 428          | 8         | The Burns and the Bees              | Burns a včely                                                                     | Mark Kirkland     | Stephanie Gillisová                | 7. prosince 2008                             | 1. listopadu 2009  | KABF21        |
| 429          | 9         | Lisa the Drama Queen                | Hysterka Líza                                                                     | Matthew Nastuk    | Brian Kelley                       | 25. ledna 2009                               | 8. listopadu 2009  | KABF22        |
| 430          | 10        | Take My Life, Please                | Jak to vlastně bylo aneb Zfalšované volby                                         | Steven Dean Moore | Don Payne                          | 15. února 2009                               | 15. listopadu 2009 | LABF01        |
| 431          | 11        | How the Test Was Won                | Jak vyzrát na test                                                                | Lance Kramer      | Michael Price                      | 1. března 2009                               | 22. listopadu 2009 | LABF02        |
| 432          | 12        | No Loan Again, Naturally            | Půjčka na oprátku                                                                 | Mark Kirkland     | Jeff Westbrook                     | 8. března 2009                               | 29. listopadu 2009 | LABF03        |
| 433          | 13        | Gone Maggie Gone                    | Gone Maggie Gone (ČT, Prima) Sbohem, Maggie (Disney+)                             | Chris Clements    | Billy Kimball a Ian Maxtone-Graham | 15. března 2009                              | 6. prosince 2009   | LABF04        |
| 434          | 14        | In the Name of the Grandfather      | Ve jménu dědy                                                                     | Ralph Sosa        | Matt Marshall                      | 17. března 2009 (Sky1) 22. března 2009 (Fox) | 13. prosince 2009  | LABF11        |
| 435          | 15        | Wedding for Disaster                | Nešťastná svatba                                                                  | Chuck Sheetz      | Joel H. Cohen                      | 29. března 2009                              | 20. prosince 2009  | LABF05        |
| 436          | 16        | Eeny Teeny Maya Moe                 | Kráska přes internet                                                              | Nancy Kruseová    | John Frink                         | 5. dubna 2009                                | 27. prosince 2009  | LABF06        |
| 437          | 17        | The Good, the Sad and the Drugly    | Hodný, zlý a zfetlá                                                               | Rob Oliver        | Marc Wilmore                       | 19. dubna 2009                               | 2. ledna 2010      | LABF07        |
| 438          | 18        | Father Knows Worst                  | Táta to ví nejhůř                                                                 | Matthew Nastuk    | Rob LaZebnik                       | 26. dubna 2009                               | 9. ledna 2010      | LABF08        |
| 439          | 19        | Waverly Hills, 9-0-2-1-D'oh         | Waverly Hills 9021-D'Oh                                                           | Michael Polcino   | J. Stewart Burns                   | 3. května 2009                               | 17. ledna 2010     | LABF10        |
| 440          | 20        | Four Great Women and a Manicure     | Čtyři velké ženy a manikúra                                                       | Raymond S. Persi  | Valentina L. Garzaová              | 10. května 2009                              | 23. ledna 2010     | LABF09        |
| 441          | 21        | Coming to Homerica                  | Cesta do Homeriky                                                                 | Steven Dean Moore | Brendan Hay                        | 17. května 2009                              | 30. ledna 2010     | LABF12        |